# Chiesa di San Sebastiano (Bulzi)
La chiesa di San Sebastiano è un edificio religioso situato a Bulzi, centro abitato della Sardegna settentrionale. Consacrata al culto cattolico è sede dell'omonima parrocchia e fa parte della diocesi di Tempio-Ampurias.

La chiesa, edificata nella prima metà del secolo XIII, in forme romaniche ha subito importanti rifacimenti nel Novecento che ne hanno modificato l'assetto.

Insieme ad alcuni arredi e altari laterali, custodisce al proprio interno una  Deposizione, proveniente dalla chiesa di San Pietro delle Immagini, gruppo ligneo duecentesco composto da cinque statue policrome a grandezza naturale in legno di pioppo.